# Sobór św. Aleksandra Newskiego w Paryżu

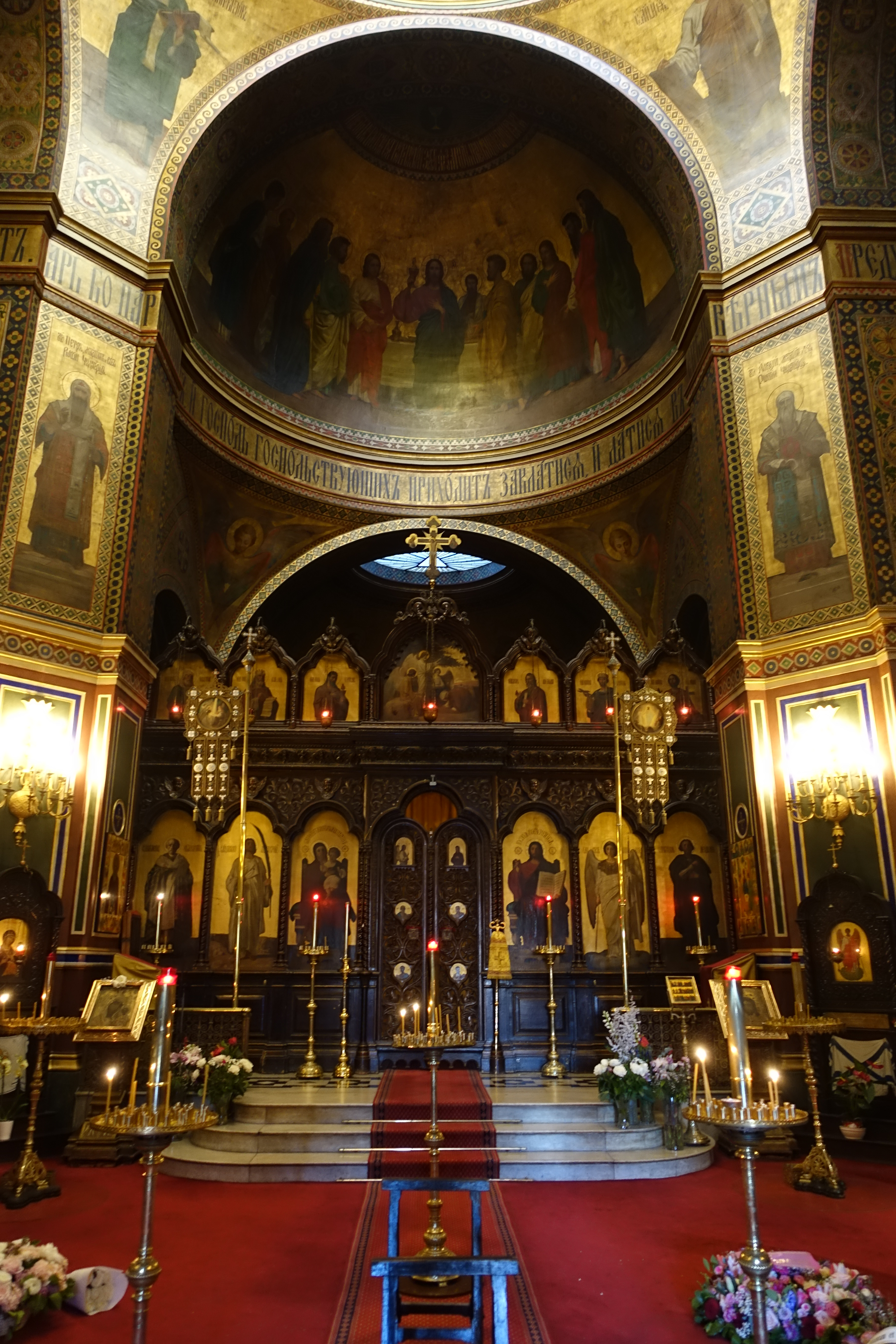
Ikonostas

Sobór Aleksandra Newskiego – pierwsza świątynia prawosławna we Francji, położona w 8. okręgu paryskim, przy ulicy Daru, na prawym brzegu Sekwany. Poświęcona w 1861; sobór Zachodnioeuropejskiego Egzarchatu Rosyjskiego Kościoła Prawosławnego w latach 1922–1931, następnie (1931–2018) katedra Zachodnioeuropejskiego Egzarchatu Parafii Rosyjskich, obecnie główna świątynia Arcybiskupstwa Zachodnioeuropejskich Parafii Tradycji Rosyjskiej Patriarchatu Moskiewskiego. Siedziba dwóch parafii – św. Aleksandra Newskiego i Trójcy Świętej oraz mołdawskojęzycznego punktu duszpasterskiego Zwiastowania Bogurodzicy (wszystkie trzy placówki należą do dekanatu paryskiego północno-wschodniego).

## Historia

### Okoliczności powstania
Powstanie cerkwi związane jest ze wzrostem grupy Rosjan żyjących w Paryżu na stałe lub czasowo, jaki miał miejsce w XVIII i XIX wieku. Posiadali oni do swojej dyspozycji jedynie niewielką kaplicę przy ambasadzie Rosji w Paryżu. W 1847 opiekun tejże kaplicy, ks. Josif Wassiliew, wystąpił do władz lokalnych oraz do cara o zezwolenie na budowę cerkwi. Zgoda na budowę nadeszła z Petersburga dopiero po kilku latach; została potwierdzona przez francuskiego cesarza Napoleona III, który po zapoznaniu się z projektem budynku uznał go za oryginalny i interesujący. Proces uzyskania zgody cesarskiej został przyspieszony dzięki wpływom księcia de Morny, którego żona Sofia była z pochodzenia Rosjanką. W celu budowy soboru zakupiona została działka w VIII dzielnicy Paryża o powierzchni 2366,22 metrów kwadratowych, do której dokupiono następnie sąsiednią parcelę o powierzchni 355,45 metra kwadratowego. Łączny koszt zakupu gruntu wyniósł 450 tys. franków. Z powodu braku dalszych funduszy uniemożliwiony został wykup jeszcze kilku innych sąsiadujących działek i wyburzenie znajdujących się na nich kamienic. Wbrew pierwotnym planom sobór został w związku z tym wybudowany w otoczeniu starszej zabudowy, nie zaś na otwartym placu. Uroczyste położenie kamienia węgielnego miało miejsce 3 marca 1859.
Budowa cerkwi była finansowana z licznie napływających składek, zarówno Rosjan zamieszkałych we Francji, jak i ich rodaków w innych krajach oraz w samym Imperium Rosyjskim. Cesarz Aleksander II przekazał sumę 150 tys. franków w złocie ze środków prywatnych. Dotacje przekazały także środowiska katolickie i protestanckie we Francji. Po dwuletniej budowie obiekt został poświęcony 11 września 1861, chociaż jeszcze przez całe lata 60. trwały prace dekoracyjne na jego zewnętrznej bryle. Konsekracji cerkwi dokonał biskup Leoncjusz (Lebiedinski) w obecności rosyjskiego ambasadora we Francji. 1 lutego 1863 protojerej Josif Wasiliew poświęcił natomiast cerkiew Trójcy Świętej, rozmieszczoną w piwnicy soboru.

### Do rewolucji październikowej
Już pod koniec XIX wieku okazało się, że część kamienia użytego do budowy cerkwi ulega szybkiemu wietrzeniu, z tego powodu w głównej kopule soboru pojawiły się pęknięcia. W 1899 dokonano jej generalnego remontu, odnawiając również wewnętrzną dekorację malarską obiektu.

### Po 1917
W 1922 metropolita Eulogiusz (Gieorgijewski) przeniósł do Paryża stolicę Zachodnioeuropejskiego Egzarchatu Rosyjskiego Kościoła Prawosławnego, czyniąc cerkiew soborem katedralnym.
W 1950 rozpoczęto trwający dziesięć lat kapitalny remont całego obiektu, związany z jego złym stanem technicznym: w ciągu dziesięcioleci w kopułach cerkwi powstały osiągające do sześciu centymetrów szczeliny, zaś same wieże pochyliły się o 3–4 stopnie.
Od 1964 dolna świątynia soboru (zwana „la crypte”) jest siedzibą francuskojęzycznej parafii Trójcy Świętej. W dolnej świątyni odprawiane są też nabożeństwa mołdawskojęzycznego punktu duszpasterskiego Zwiastowania Bogurodzicy.
Od 1983 sobór znajduje się na liście prawnie chronionych zabytków Francji. W 1996 ponownie był remontowany.

## Architektura

### Wygląd zewnętrzny
Cerkiew powstała według projektu Romana Kuźmina oraz Iwana Strohma (dozorującego prace), członków petersburskiej Akademii Sztuk Pięknych w typowym dla rosyjskiej architektury cerkiewnej swojej epoki stylu bizantyjsko-ruskim. Przygotowując plan soboru, inspirowali się oni wyglądem Hagia Sofii. Obiekt wzniesiono w całości z kamienia.
Gmach, zajmujący kwadratowy plac o boku 28 metrów, wznosi się na planie krzyża greckiego, jest orientowana; każda belka krzyża wykończona jest absydą. Pięć złoconych kopuł cerkwi, wybudowanych na ośmiobocznych bębnach, symbolizuje Chrystusa i czterech ewangelistów. Najwyżej położona kopuła wznosi się na wysokość 48 metrów. Każdą z kopuł wieńczy krzyż, cerkiew jest z zewnątrz bogato zdobiona płaskorzeźbami i fryzem. Wejście prowadzi poprzez okazałe drzwi otoczone portalem, pod pomalowanym na niebiesko dachem. Na fasadzie świątyni pierwotnie znajdowało się malowidło Chrystus błogosławiący na tronie, wykonane przez A. Wejdemana, o wymiarach 4 na 6 metrów. Z powodu złego stanu technicznego zostało ono w 1956 zastąpione mozaiką przez M. Hercellego. Inne malowidła na fasadzie przedstawiają odpowiednio Madonnę z Dzieciątkiem, św. Symeona, proroków oraz ewangelistów. Okna położone w szczytowych partiach wież są półkoliste, ze skromnym maswerkiem, dwie boczne wieże posiadają również zegary.

### Wnętrze

#### Górna cerkiew
Według pierwotnego projektu soboru miał on oprócz ołtarza głównego posiadać dwa boczne, z których mogłyby korzystać prawosławne społeczności grecka i bułgarska. Ostatecznie, z nieznanych powodów, plan ten zarzucono, decydując się na urządzenie dolnej świątyni w piwnicy soboru.
Większość wyposażenia (ikonostas, ikony, mozaiki) pochodzi z II połowy XIX wieku. Istotną część wnętrz stanowią kopie słynnych rosyjskich ikon, w tym dzieła Andrieja Rublowa Trójca oraz ikony św. Aleksandra Newskiego z soboru jego wezwania w Sankt Petersburgu. Nowe dzieła sztuki dla cerkwi były jej regularnie przekazywane przez społeczność rosyjską Francji i Europy. Ikony Matki Boskiej znajdujące się w świątyni przekazywały m.in. organizacje kozaków dońskich, byłych żołnierzy białych armii czasów rosyjskiej wojny domowej, a w latach 50. XX wieku Związek Kombatantów Rosyjskich Sił Powietrznych.

#### Dolna cerkiew
Cerkiew Trójcy Świętej, urządzona w piwnicy soboru, została poświęcona w 1863, jednak prace nad jej urządzaniem trwały jeszcze przez sześć lat. Wejście do wnętrza świątyni znajduje się od strony południowo-wschodniej ściany budynku. Dolna cerkiew była remontowana w 1881 i 1889, natomiast w 1955 poszerzono wejście do niej, zaś A. i M. Benois wykonali nowe freski.